# Масбюлль
Масбюлль (нем. Maasbüll) — община в Германии, в земле Шлезвиг-Гольштейн. 
Входит в состав района Шлезвиг-Фленсбург. Подчиняется управлению Хюруп.  Население составляет 724 человека (на 31 декабря 2010 года). Занимает площадь 7,71 км².